# 역곡동
역곡동(驛谷洞)은 부천시 원미구와 소사구에 위치한 동이다. 행정동은 역곡1동, 역곡2동, 역곡3동으로 나뉜다. 법정동 역곡동은 원미구의 역곡1동과 역곡2동만 해당되며, 소사구의 역곡3동은 법정동 괴안동과 옥길동의 각 일부에 해당된다. 면적은 4.02km2이다. 경인선을 기준으로 북쪽은 역곡1동과 역곡2동으로, 남쪽으로는 역곡3동으로 나눠져 있다. 다시 경인선 북쪽에서 수주로를 기준으로 서쪽은 역곡2동, 동쪽은 역곡1동으로 구별되어 있다. 역곡동은 부천시 동쪽과 서울특별시 경계에 위치하고 있어서 지리적 이점이 큰 동네이다.

## 역사
- 조선 시대: 부평부의 옥모면(또는 옥산면)에 속해 있었다.
- [1][2]1914년: 부군면 통폐합 때 사래리와 벌응절리를 통합해 부천군 계남면 벌응절리로 되었다.
- 1941년 10월 1일: 부천군 소사읍 벌응절리가 되었다.
- 1973년 7월 1일: 부천군이 부천시로 승격되었을 때 역곡동으로 고쳤다. 이때 역곡동과 괴안동을 관할하는 행정동 역곡동이 설치되었다.
- 1974년: 역곡역이 신설되었다.
- 1983년 10월 1일: 역곡동과 괴안동이 독자적인 행정동으로 나누어졌다.
- 1985년 11월 15일: 역곡동이 역곡1 · 2동으로 나누어졌다.
- 1989년: 남구 괴안동이 역곡3동과 괴안동으로 분동되었다.
- 1993년 2월 1일: 원미구 역곡동으로 관할이 변경되었다.
- 2010년 10월: 원미구 관할 역곡1동, 역곡2동과 소사구 관할 역곡 3동으로 분동 되었다.
- 2016년 7월 4일: 부천시가 책임읍면동제를 도입하며 기존의 오정구, 원미구, 소사구 3개구 편성을 폐지하였다. 따라서 각각 '경기도 부천시 원미구 역곡1·2동', '경기도 부천시 소사구 역곡3동'이 '경기도 부천시 역곡1·2·3동'이 되었다. 부천시는 기존구청이 담당하던 복지업무의 과부하로 일부 복지사각지대에 놓여있던 주민들의 관리를 원활히 하고 시민들의 구청까지의 접근이 까다로웠던 점을 개선하기 위해 구편성을 폐지하고 인근 4개 내지 5개동을 묶어 일부구청업무를 대신하는 행정복지센터를 신설하였다.

## 지명
『호구총수』의 부평부 옥산면에 벌응절리(伐應節里)가 기록되어 있는데, (1) 벌판의 끝자락에 위치한 마을이란 뜻의 벌언저리 또는 벌은저리에 대한 한자 표기이다. 또다른 벌응절리의 유래는 옛낱 이곳에 (2) 봉응사(蜂應寺)란 절이 있었기 때문에 붙여졌다는 설(蜂은 우리 말로 '벌'이고 寺는 우리말로 절)과 (3)왜군의 침략에 '應[응할 응]'하여 왜군을 쳤기(伐[칠 벌]) 때문에 붙여진 것이란 설이 있다.  이 마을은 지금의 역곡1동에 속하는 멀미산(또는 원미산, 역곡초등학교 북쪽에 위치)의 동쪽기슭에 있었다. 사래리(士來里)는 순우리말 이름인 '사래울'의 한자 표기이다. 사하리(沙下里) · 사리월(士里月)이라고도 기록하는데, 모두 같은 발음에 대한 다른 한자 표기이다. 지금의 역곡2동이 옛 사래리가 있던 곳이다. 지금의 이름 '역곡(驛谷)'의 한자 표기로 현재의 역곡역 북쪽이 예전에 역골이 있던 자리이다. 『조선지형도』에 역곡(驛谷)이란 한자 위에 일본의 가타카나로 '역골'이란 발음이 적혀 있다. 이 역곡은 조선시대에 40리마다 역원(驛院)이 설치되었는데 계곡 이름으로 역곡(驛谷)이 있는 것으로 보아 이곳에 역원이 설치되었음을 알 수 있다. 역곡이란 이름은 여기에서 따온 것으로, 일명 역마골로도 불렸다.

## 인구[4]
현재(2017년 10월) 역곡동 총 인구는 64,006명, 남 31,558명 여 32,448명이다. 성비는 97.26이며 세대수는 25,975 세대당 거주 인구는 2.46이다. 부천시 총인구 849,143명(2017.10) 대비 역곡동 인구 비율은 7.5377%이다.
| 인구    | 총인원 | 남     | 여     | 성비  | 세대수 | 세대당 인구 |
| ------- | ------ | ------ | ------ | ----- | ------ | ----------- |
| 역곡1동 | 19.462 | 9,636  | 9,826  | 98.07 | 7,389  | 2.63        |
| 역곡2동 | 20,078 | 9,868  | 10,210 | 96.65 | 8,033  | 2.50        |
| 역곡3동 | 24,466 | 12,054 | 12,412 | 97.12 | 10,533 | 2.32        |

역곡동에 등록외국인은 총 1,807명 남 893명 여 914명이다.
| 인구    | 총인원 | 남  | 여  |
| ------- | ------ | --- | --- |
| 역곡1동 | 310    | 153 | 157 |
| 역곡2동 | 674    | 316 | 358 |
| 역곡3동 | 823    | 424 | 399 |

## 교통

### 지하철
- ● 수도권 전철 1호선 역곡역

## 교육
역곡동에는 총 3개의 초등학교 1개의 중학교 1개의 고등학교 1개의 대학교가 위치한다.
- 초등학교
  - 부천동초등학교
  - 부천역곡초등학교
  - 부천동곡초등학교
- 중학교
  - 역곡중학교
- 고등학교
  - 역곡고등학교
- 대학교
  - 가톨릭대학교 성심교정
  - 유한대학교